# Блажевич Юрій Іванович
Блажевич Юрій Іванович (4 травня  1947 р., с. Баглайки Красилівського р-ну Хмельницької обл.) — український науковець, краєзнавець, історик, кандидат історичних наук. Голова Хмельницької міської організації Національної спілки краєзнавців України. Почесний краєзнавець України.

## Дитячі та юнацькі роки
Народився Юрій Іванович Блажевич в селі Баглайки Красилівського району Хмельницької області у родині хліборобів. Навчався у школі села Западинці. У 1965 році зі срібною медаллю закінчив Западинецьку середню школу. Після школи вступив на історико-філологічний факультет Кам'янець-Подільського державного педагогічного інституту, який закінчив у 1969 році. Під час навчання у інституті брав активну участь у наукових конференціях, круглих столах, однією з таких була всесоюзна конференція, яка проходила у м. Луганську (1969 р.).

## Трудова діяльність
Після навчання направлений працювати вчителем історії та суспільствознавства до Костинецької школи Сторожинецького р-ну Чернівецької обл.
З серпня 1970 р. розпорядженням Міністерства освіти України він був направлений до Кам'янець-Подільського педінституту. Працював викладачем політичної економії, проводив лекційні та семінарські заняття на історичному, філологічному та фізико-математичному факультетах. Впродовж перших років викладацької роботи склав іспити кандидатського мінімуму. Пройшов науково-теоретичну і методичну перепідготовку в інституті підвищення кваліфікації Київського державного університету ім.. Т. Г. Шевченка. Працював викладачем політичної економії інституту до лютого 1977 р.
У лютому 1977 року був переведений до Кам'янець-Подільського міського комітету партії, лектором, а згодом — лектором і керівником лекторської групи Хмельницького обкому Компартії України.
З вересня 1991 р. по 1992 р. працював викладачем кафедри суспільних наук Хмельницького обласного інституту вдосконалення вчителів; протягом 1992—1995 рр. — головним спеціалістом, завідувачем відділу розвитку соціально-культурної сфери облдержадміністрації, займаючись питаннями і проблемами гуманітарної сфери та координацією діяльності освітянських, культурологічних, медичних, молодіжних, спортивних, ветеранських та громадських установ і організацій краю.
Упродовж 1996—2006 років очолював управління у справах національностей, міграції та релігій Хмельницької обласної державної адміністрації. Під його керівництвом управління координувало роботу національно-культурних товариств області, спрямовувало їх діяльність на вирішення конкретних проблем по відродженню історичних, культурологічних, релігійних та звичаєвих традицій представників тих народів, які населяють наш край.
|  | Виконання службових обов'язків Юрій Іванович поєднував з громадською роботою — обраний заступником голови обласної організації Всеукраїнської спілки краєзнавців, президентом клубу «Краєзнавець» при Хмельницькій обласній універсальній науковій бібліотеці, виступав одним із співорганізаторів багатьох міжнародних, всеукраїнських й регіональних наукових, науково-практичних конференцій з питань історії, культури, етнографії, релігійної та етнічної ситуації в Хмельницькій області, був членом редакційних колегій наукових збірників за підсумками їх роботи. |

## Наукова діяльність
У доробку Ю. І. Блажевича понад 350 наукових, науково-популярних і навчально-методичних праць. У них висвітлюються проблеми історико-краєзнавчого характеру, зокрема, становлення та розвиток народних промислів і ремесел, питання етнології, етносоціальних і конфесійних відносин.
Найбільш вагомі його праці пов'язані з дослідженням проблем історії духовно-релігійної сфери Поділля, що в результаті вилилось у кандидатську дисертацію "Подільська православна єпархія в період становлення і зміцнення своїх позицій в регіоні (кінець XVIII — середина 50-х років XIX ст.).
Після виходу на пенсію Юрій Блажевич повернувся до педагогічної діяльності й понині працює доцентом кафедри суспільних дисциплін Хмельницької гуманітарно-педагогічної академії, викладає історію України і релігієзнавство, бере активну участь в громадському житті вишу, міста та області.

### Краєзнавча діяльність
З 2010 року очолює краєзнавчий осередок в обласному центрі, спільно з однодумцями проводить плідну краєзнавчу діяльність, організовує історико-краєзнавчі читання для студентської та учнівської молоді, наукові конференції, симпозіуми, круглі столи на базі обласної наукової бібліотеки, проводить засідання обласного клубу «Краєзнавець», вже другий рік є співголовою редакційної колегії історико-краєзнавчого збірника «Хмельницькі краєзнавчі студії».

## Нагороди
- Орден «Нестора Літописця» (2001 р.);
- Орден «Святого Володимира» II і III ступенів Української Православної Церкви (2002—2003 рр.);
- орден Покрова Пресвятої Богородиці;
- відомча відзнака Державного комітету України з національностей та міграції за плідну діяльність у гармонізації міжнаціональних відносин на Хмельниччині і в Україні;
- найвища нагорода правління Національної спілки краєзнавців України «Почесний краєзнавець України».
- премія імені академіка Петра Тронька[2] Національної спілки краєзнавців України (2022 р.).

## Праці Ю.І.Блажевича
1. Історія Хмельниччини: інформ.-хронолог. довід.-посіб. для студ. ВНЗ / М-во освіти і науки України, Хмельниц. міськ. орг. Нац. спілки краєзнавців України, Хмельниц. гуманіт.-пед. акад. — Хмельницький: НВВ ХГПА, 2013.- 27c.
2. Релігієзнавча панорама: ази православ'я: довід.-посіб. для студ. та учнів. молоді / М-во освіти і науки України, Хмельниц. міськ. орг. Нац. спілки краєзнавців України, Хмельниц. гуманіт.-пед. акад. — Хмельницький: НВВ ХГПА, 2014.- 38c.
3. Організація та функціонування духовної освіти в Подільській православній єпархії (кінець XVIII — 50-ті роки XIX ст.) // Освіта, наука і культура на Поділлі: зб. наук. пр. — Кам'янець-Подільський, 2012. — Т. 19. — С. 41-55.
4. Відродження православ'я на Поділлі наприкінці XVII-на початку ХІХ ст. // Матеріали ХІІ Подільської історико-краєзнавчої конференції (22-23 листоп. 2007 р.). — Кам'янець-Подільський, 2007. — Т.1. — С. 276—285.
5. Відзначення 200-річчя від дня народження Т. Г. Шевченка на Хмельниччині / Ю. І. Блажевич, О. І. Блажевич // Хмельницькі краєзнавчі студії: наук.-краєзн. зб. — Хмельницький, 2016. — Вип. 8. — С. 20-47.
6. Подільське православне духовенство напередодні і в добу Української революції 1917—1921 років: наук.-попул. моногр. вид. / Ю. І. Блажевич ; Хмельниц. церковно-іст. т-во, Хмельниц. обл. та міська орг. Нац. сп. краєзнавців України, Хмельниц. обл. громад. орг. архівістів та дослід. Поділля «Поклик віків». — Хмельницький: Колісник С. А., 2018. — 119 с.
7. Карально-репресивна політика нацистського окупаційного режиму на Хмельниччині (колишній Кам'янець-Подільській області) (1941—1944) [Текст]: наук.-попул. монографія / Ю. І. Блажевич ; Хмельниц. церковно-іст. т-во, Хмельниц. обл. та міська орг. Нац. сп. краєзнавців України. — Хмельницький: ХГПА, 2020. — 132 с.
8. Вони прославляли і прославляють наш край: монографія / Ю. І. Блажевич ; Хмельниц. церковно-іст. т-во, Хмельниц. обл. та міська орг. Нац. сп. краєзнавців України. — Хмельницький: ХГПА, 2021. — 200 с.

## Про Ю.І.Блажевича
1. Філінюк А. Г. З любов'ю до Поділля і захопленням до історичного краєзнавства: (Юрію Івановичу Блажевичу — 65) // Краєзнавець Хмельниччини: наук.-краєзн. зб. — Кам'янець-Подільський, 2013. — Вип. 4. — С. 137—140.
2. Блажевич Юрій Іванович // Краєзнавці України: сучасні дослідники рідного краю: довідник / Всеукраїнська спілка краєзнавців; ред. кол.: П. Т. Тронько (голов. ред.) та ін.; упоряд. Т. Ф. Григор'єва та ін. — Київ; Кам'янець-Подільський, 2003. — С.21.
3. Блажевич Юрій Іванович — відомий науковець, історик та краєзнавець Подільського краю: до 70-річчя від дня народження: біобібліографічний покажчик / упоряд. Ю. В. Телячий. Хмельницький: ХГПА, Бібліотека, 2017. — 92 с. (Серія: «Бібліографія науковців Хмельницької гуманітарно-педагогічної академії» ; вип. 11)